# Aerobravo Bravo 700
Die Aero Bravo Bravo 700 ist ein Ultraleichtflugzeug des brasilianischen Herstellers Aerobravo Indústria Aeronáutica Ltda.

## Geschichte und Konstruktion
Die Bravo 700 ist das erste Flugzeug, das von Aerobravo Indústria Aeronáutica Ltda entwickelt und gebaut wurde. Der zweisitzige abgestrebte Schulterdecker besteht aus einem Rahmen aus Aluminiumrohren, der mit Aluminium beplankt ist. Die Cockpitzelle besteht aus Verbundwerkstoffen und kann durch seitliche Türen betreten werden. Das Flugzeug verfügt über ein konventionelles Leitwerk, ein nicht einziehbares Bugradfahrwerk und wird als Bausatz oder fertig montiert angeboten. Angetrieben wird es entweder von einem Rotax 912 mit 60 kW oder einem Rotax 912 ULS2 mit 73 kW.

## Versionen
- Bravo 700 „Agrícola“ – Ausgestattet mit Sprühausrüstung und einem chemischen Tank mit einer Kapazität von 140 l[1]

## Technische Daten

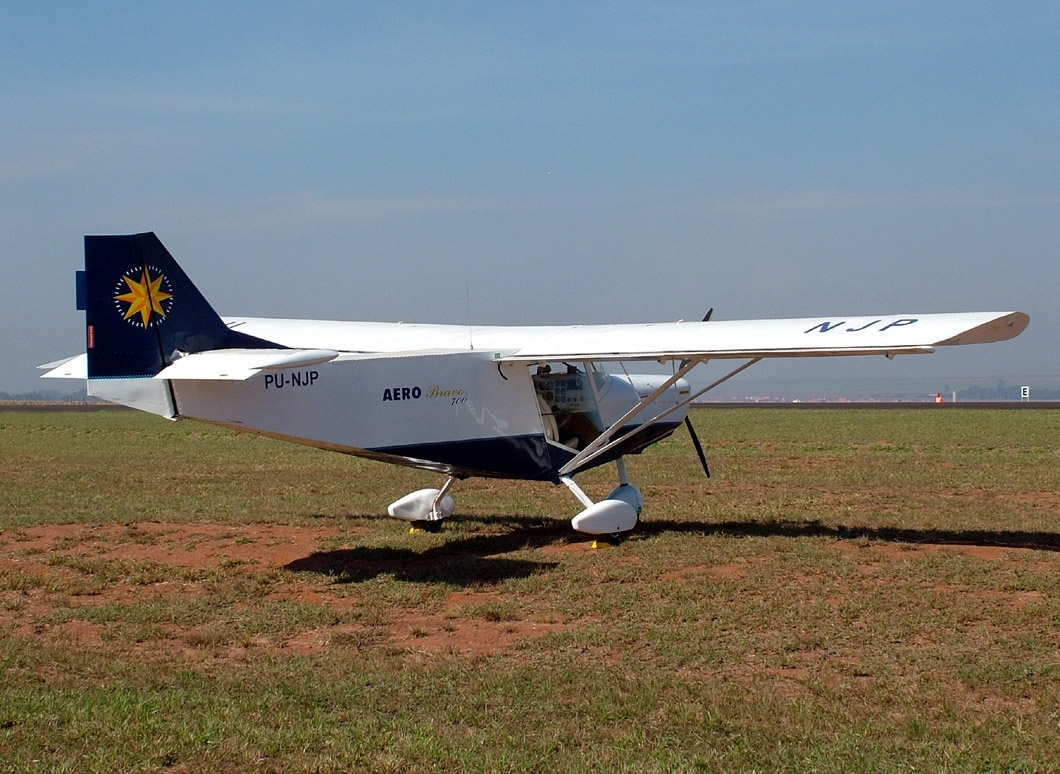
Aero Bravo 700

| Kenngröße             | Daten                                          |
| --------------------- | ---------------------------------------------- |
| Besatzung             | 1                                              |
| Passagiere            | 1                                              |
| Länge                 | 6,58 m                                         |
| Spannweite            | 9 m                                            |
| Höhe                  | 2,1 m                                          |
| Flügelfläche          | 13 m²                                          |
| Flügelstreckung       | 6,2                                            |
| Leermasse             | 270 kg                                         |
| max. Startmasse       | 500 kg                                         |
| Reisegeschwindigkeit  | 168 km/h                                       |
| Höchstgeschwindigkeit | 190 km/h                                       |
| Dienstgipfelhöhe      | 4000 m                                         |
| Reichweite            | 840 km                                         |
| Triebwerke            | 1 × Rotax-912-Vierzyinder-Boxermotor mit 60 kW |